# بيت الهراوي
بيت الهراوي هو أحد البيوت الأثرية القديمة بمدينة القاهرة، ويجاوره منزل وقف الست وسيلة، ويطل على منزل زينب خاتون بشارع محمد عبده بالأزهر. أنشئ على يد أحمد بن يوسف الصيرفي سنة 1731م. وينسب هذا المنزل إلى الطبيب عبد الرحمن باشا الهراوي، وهو آخر من آلت إليه ملكية هذا المنزل سنة 1881م. يستخدم البيت حالياً كمزار أثري تنطلق منه الاحتفالات الثقافية والفنية.

## الوصف

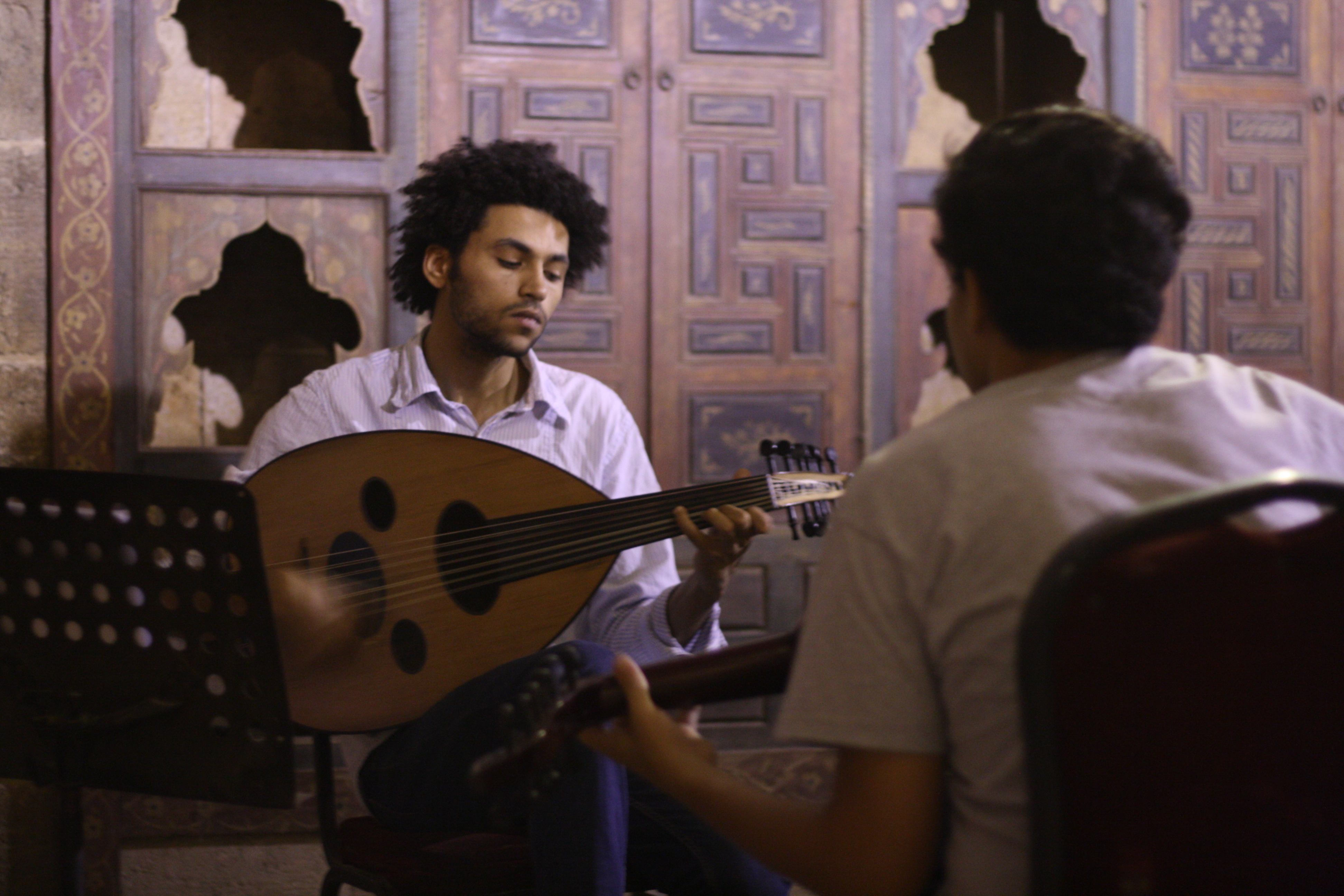
بيت العود

ويشتمل المنزل على واجهتين أحدهما الرئيسية من الناحية الجنوبية الغربية والأخرى من الناحية الشمالية الشرقية، أما الواجهتان الأخريان فإحداهما ملاصقة لمنزل الست وسيلة والأخرى ملاصقة لمباني حديثة، والمدخل الرئيسي بالواجهة الجنوبية الغربية وللمنزل مدخل آخر من الواجهة الشمالية الشرقية. يتكون المنزل من طابقين، يشتمل الطابق الأول على الممر وملحقاته التي تتمثل في الطاحونة والإسطبل وحاصل الغلال وفناء المنزل وقاعة المقعد الصيفي والسلاملك وسلم الحرملك وملحقاته وغرفة السرداب. أما الطابق الثاني فيشتمل على المندرة وسلم يؤدي إلى القاعة الرئيسية وممر، ويوجد بناء بارز نصل منه إلى الأدوار العلوية وبه حجرة انتظار ذو سقف خشبي تفتح على الخارج بفتحة مكشوفة.

## الترميم

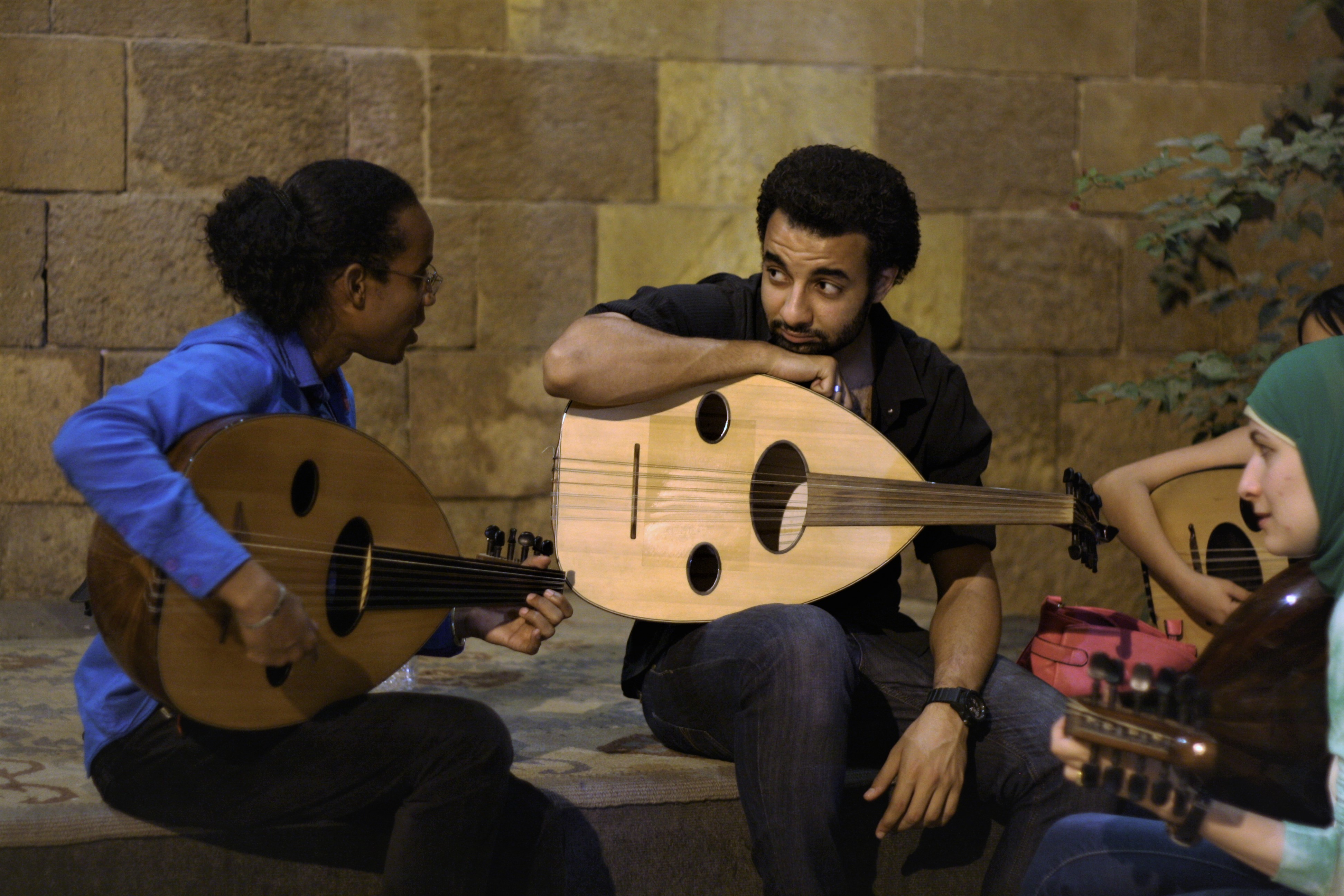
بيت العود

تم البدء في ترميم البيت عام 1986 بالتعاون بين المجلس الأعلى للآثار ووزارة الخارجية الفرنسية والمعهد العلمي الفرنسي للآثار الشرقية بالقاهرة واكتملت عملية الترميم عام 1993. وصدر قرار وزاري بتحويله إلى مركز إبداع فني تابع للصندوق عام 1996 ومنذ ذلك التاريخ أصبح البيت أثري تنطلق منه الاحتفالات الثقافية والفنية.